# نوک‌داسی نوک‌سیاه
نوک‌داسی نوک‌سیاه (نام علمی: Epimachus albertisi) نام یک گونه از سرده نوک‌داسی‌ها است.